# Conviction (serial telewizyjny)
Conviction – amerykański serial telewizyjny (dramat kryminalny) wyprodukowany przez The Mark Gordon Company, ABC Studios oraz Sony Pictures Television. Twórcami serialu są Liz Friedlander i Liz Friedman. Conviction jest emitowany od 3 października 2016 roku do 29 stycznia 2017 roku przez ABC.

## Fabuła
Serial skupia się na Hayes Morrison, córce byłego prezydenta, która zostaje zatrzymana przez policję za posiadanie kokainy. Dostaje propozycję, że jeśli poprowadzi jednostkę Conviction Integrity Unit, nie pójdzie do więzienia. Jednostka ta bada sprawy kryminalne, w których istnieje podejrzenie, że za przestępstwo skazana została niewinna osoba.

## Obsada
- Hayley Atwell jako Hayes Morrison[2]
- Eddie Cahill jako Conner Wallace[3]
- Shawn Ashmore jako Sam Spencer
- Merrin Dungey jako Maxine Bohen[4]
- Emily Kinney jako Tess Larson[5]
- Manny Montana jako Franklin “Frankie” Cruz[6]
- Daniel Franzese jako Jackson Morrison[7]

## Odcinki
| Sezon | Sezon | Odcinki | Oryginalna emisja   | Oryginalna emisja | Oryginalna emisja | Oryginalna emisja | Oryginalna emisja |
| Sezon | Sezon | Odcinki | Premiera sezonu     | Finał sezonu      | Premiera sezonu   | Finał sezonu      |                   |
| ----- | ----- | ------- | ------------------- | ----------------- | ----------------- | ----------------- | ----------------- |
|       | 1     | 13      | 3 października 2016 | 29 stycznia 2017  | —                 | —                 |                   |

### Sezon 1 (2016-2017)
| #  | Tytuł                           | Reżyseria         | Scenariusz                                    | Premiera ABC         | Premiera    |
| -- | ------------------------------- | ----------------- | --------------------------------------------- | -------------------- | ----------- |
| 1  | Pilot                           | Liz Friedlander   | Liz Friedman, Liz Friedlander                 | 3 października 2016  | brak danych |
| 2  | Bridge and Tunnel Vision        | Rob Seidenglanz   | Liz Friedman, Liz Friedlander                 | 10 października 2016 | brak danych |
| 3  | Dropping Bombs                  | Liz Friedlander   | Thomas L. Moran                               | 17 października 2016 | brak danych |
| 4  | Mother's Little Burden          | Paul Holahan      | Samantha Corbin-Miller                        | 24 października 2016 | brak danych |
| 5  | The 1% Solution                 | Scott Hornbacher  | Steve Lichtman                                | 7 listopada 2016     | brak danych |
| 6  | #StayWoke                       | Christine Moore   | Lynne E. Litt, Jewel McPherson                | 14 listopada 2016    | brak danych |
| 7  | A Simple Man                    | Brad Turner       | Simran Baidwan                                | 21 listopada 2016    | brak danych |
| 8  | Bad Deals                       | John Stuart Scott | Eduardo Javier Canto, Ryan Maldonado          | 28 listopada 2016    | brak danych |
| 9  | A Different Kind of Death       | Andrew McCarthy   | Lynne E. Litt                                 | 5 grudnia 2016       | brak danych |
| 10 | Not Okay                        | Jan Eliasberg     | Thomas Moran, Simran Baidwan                  | 1 stycznia 2017      | brak danych |
| 11 | Black Orchid                    | Metin Huseyin     | Samantha Corbin-Miller, Steve Lichtman        | 8 stycznia 2017      | brak danych |
| 12 | Enemy Combatant                 | Paul Edwards      | Eduardo Javier Canto, Ryan Maldonado          | 15 stycznia 2017     | brak danych |
| 13 | Past, Prologue & What’s to Come | Liz Friedlander   | Vincent Angell, Liz Friedman, Liz Friedlander | 29 stycznia 2017     | brak danych |

## Produkcja
- 28 stycznia 2016 roku, stacja ABC zamówiła pilotażowy odcinek serialu Conviction[22].
- 10 lutego 2016 roku, ogłoszono, że główną rolę zagra Hayley Atwell[2].
- W tym samym miesiącu do obsady serialu dołączyli Emily Kinney i Manny Montana[5][6].
- 21 marca 2016 roku, Merrin Dungey dołączyła do Conviction[4].
- 4 kwietnia 2016 roku, ogłoszono, że Eddie Cahill zagra główną rolę męską[3].
- 13 maja 2016 roku, stacja ABC zamówiła pierwszy sezon serialu na sezon telewizyjny 2016/17[23][24].
- Pierwotnie rolę Jackson Morrisona miał zagrać Daniel DiTomasso, ale ostatecznie tę postać zagrał Daniel Franzese[7][25].